# Bigoli

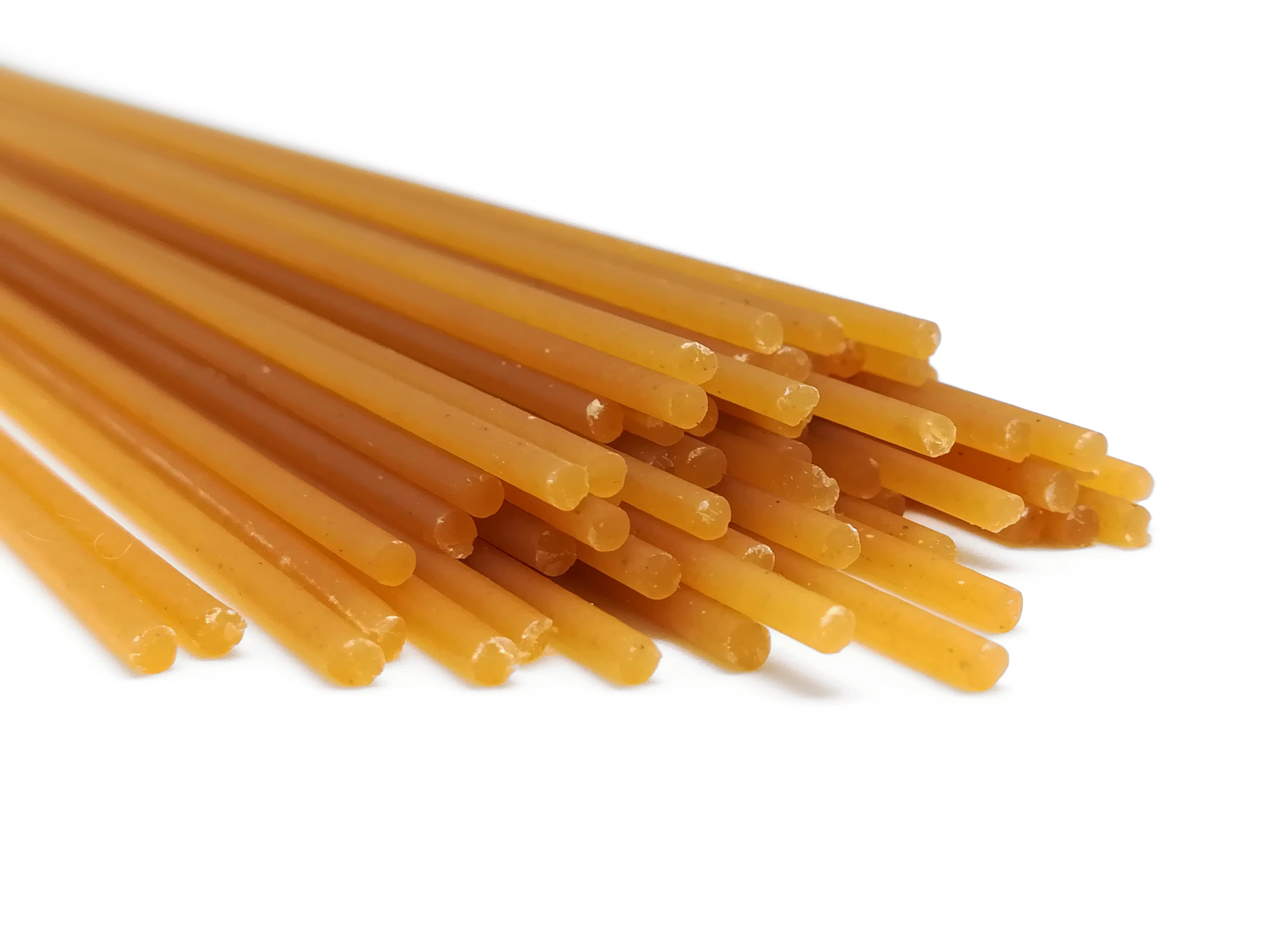
Bigoli

Bigoli (venetisch Bigoi) sind eine italienische Pastasorte aus der Region Venetien.

## Geschichte
Über die Entstehungsgeschichte der Bigoli existieren unterschiedliche Versionen. Einig sind sie sich nur darin, dass sie im Raum der heutigen Region Venetien entstanden sind. Nach einer Theorie geht ihre Entstehung auf das 14. Jahrhundert zur Zeit der Venezianischen Türkenkriege zurück. Nachdem die Türken zahlreiche mit Hartweizen beladene venezianische Schiffe versenkt hatten, wurde das verbliebene Mehl mit Weichweizenmehl gestreckt. Die neue Mischung wurde für einen Teig verwendet, zu einem großen Spaghetto geformt und als Bigolo bezeichnet.
1604 wurde von einem Teigwarenhersteller aus Padua namens Bartolomio Veronese, genannt Abbondanza, eine Presse zur Herstellung der Bigoli als Patent angemeldet. Damit begann der eigentliche Siegeszug der Bigoli.
Nach einer anderen Version sind die Bigoli aus einer Weiterentwicklung einer in Nordostitalien bereits verbreiteten Pastasorte entstanden. Als Bigoli wurden sie dann erstmals im 15. Jahrhundert am Hof des Bischofs von Eraclea erwähnt.

## Zubereitung

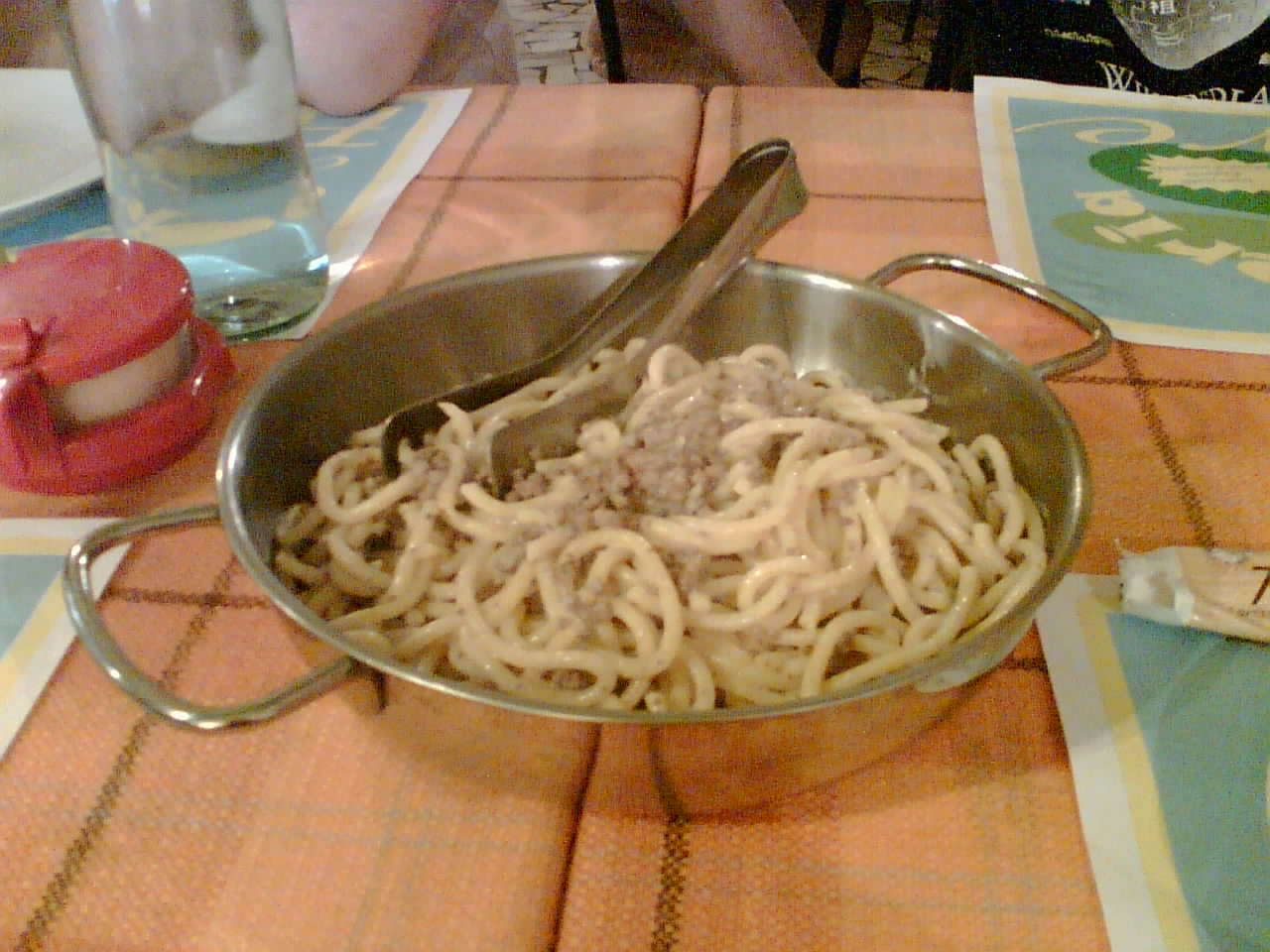
Bigoli mit Entenragù

Bigoli können mit Mehl aus Weichweizen, aber auch aus vollkörnigem Hartweizenmehl zubereitet werden. Im letzteren Fall werden sie als Bigoli scuri (dt. dunkle Bigoli) bezeichnet. Für die Zubereitung des Teigs werden ausreichend Eier benötigt. Bei der Herstellung wird der Teig durch eine spezielle Bronzepresse, den Bigolaro, gedrückt, die am anderen Ende mehrere 2 bis 2,5 mm breite Löcher hat. Anschließend werden die Bigoli mit der Hand geschnitten, so dass sie zwischen 25 und 30 cm lang sind und dann getrocknet.
Die Bigoli haben eine besonders raue Oberfläche, an der die Nudelsoße gut haftet. Den Teig durch die Presse zu drücken, erfordert einige Kraft, weswegen die Bigoli häufig von Männern hergestellt werden.
Serviert werden die Bigoli meist mit einer Sauce aus Sardinen oder Alborelle, einer Unterart der Ukelei, am Gardasee auch als Àole bezeichnet. In der Gegend von Vicenza meist mit einer Entenragù und in Padua und Umgebung mit Ragù aus Hühnerklein (it. Ragù di tovaglie).
Neben Vicenza und Padua sind die Bigoli in Verona und Umgebung, aber auch in Teilen der angrenzenden Lombardei in den Provinzen Mantua und Cremona verbreitet.